# Luciola
Luciola (японские светлячки) — род жесткокрылых из семейства светляков.

## Описание
Голова не полностью прикрыта переднеспинкой, края которой не распластаны. Оба пола с развитыми надкрыльями и крыльями. Жуки светятся во время полёта.

## Систематика
В составе рода:
- Luciola australis (Fabricius, 1775)
- Luciola costata Lea, 1921
- Luciola cowleyi Blackburn, 1897
- Luciola dejeani Gemminger, 1870
- Luciola flavicollis W.J. Macleay, 1872
- Luciola italica (Linnaeus, 1767)
- Luciola lateralis Motschulsky, 1860
- Luciola lusitanica (Charpentier, 1825)
- Luciola mongolica Motschulsky, 1860
- Luciola nigra Olivier, 1885
- Luciola novaki Müller, 1946